# Leptotarsus (Tanypremna) hodgei
Leptotarsus (Tanypremna) hodgei is een tweevleugelige uit de familie langpootmuggen (Tipulidae). De soort komt voor in het Neotropisch gebied.